# Eejanaika
Eejanaika (jap. ええじゃないか) im Fuji-Q Highland im japanischen Fujiyoshida ist ein stählerner 4th-Dimension-Coaster des Herstellers S&S – Sansei Technologies, die am 19. Juli 2006 eröffnet wurde. Sie ist nach X2 in Six Flags Magic Mountain, die bereits 2002 eröffnet wurde, die zweite 4th-Dimension-Achterbahn weltweit. Sie gilt als die zurzeit (Stand: Oktober 2023) schnellste, höchste und längste Achterbahn dieses Typs.
Bei einem 4th-Dimension-Coaster sind die Sitze – ähnlich einem Wing Coaster – seitlich links und rechts der Laufwerke angeordnet und können vertikal definiert  um 360° gedreht werden. Dies ist möglich durch den Einsatz von vier statt zwei Schienen: Das eine Schienenpaar dient als Laufschiene für den Zug, die anderen beiden Schienen dienen dazu, die Sitze rotieren zu lassen. Der unterschiedliche relative Abstand der Schienenpaare zueinander definiert die Position der Sitze, welche mittels Zahnräder und Zahnstangen verdreht werden.
Laut dem Guinness-Buch der Rekorde ist Eejanaika mit 14 Inversionen die Achterbahn mit den meisten Inversionen weltweit. Dies ist aber auf die Anzahl der Sitzrotationen zurückzuführen und nicht auf die Anzahl der Inversionen, die vom kompletten Zug durchfahren werden.
Andere Achterbahnen im Freizeitpark sind die Dodonpa, Fujiyama und Takabisha.